# Giroc
Giroc (Hongaars: Gyüreg; Duits: Girok) is een gemeente in het Roemeense district Timiș en ligt in de regio Banaat in het westen van Roemenië. De gemeente telde in 2005 4194 inwoners, in 2011 was dit door de grote trek vanuit de nabijgelegen stad gegroeid naar 8.388 inwoners. De gemeente bestaat uit twee dorpen, naast de hoofdplaats ligt het dorp Chișoda (Hongaars: Tesöld; Duits: Kischoda) 

## Geografie
De oppervlakte van Giroc bedraagt 55,28 km², de bevolkingsdichtheid is 76 inwoners per km².
De gemeente ligt direct ten zuiden van de stad Timișoara, in 2021 is de bouw van een nieuwe zuidelijke ringweg rond die stad in aanbouw, de gemeente Giroc ligt hierbinnen.

## Geschiedenis
De vroegste vermelding naar het dorp Giroc dateert uit het jaar 1371. In de vele jaren daarna duikt de naam sporadisch op, tussen 1453 en 1497 wordt de plaats genoemd onder de Hongaarse naam Szent György (Sint Joris). In het jaar 1456 wordt het dorp Chișoda genoemd op een lijst van bezittingen van de Hongaarse vorst János Hunyadi. Tussen 1690 en 1700 wordt de plaats in documenten Gyirog genoemd. 
Na de Oostenrijkse verovering van het Banaat komt de plaats voor op kaarten onder de naam Jurok.
Na de Hongaarse revolutie van 1848 wordt de lijfeigenschap afgeschaft en ontwikkeld het dorp zich tot een marktplaats. Door de ligging nabij de rivier de Timiș heeft het dorp te maken met overstromingen, na een van de ergste overstromingen in 1859 wordt een dijk langs de rivier gebouwd die in 1874 klaar is. In de tweede helft van de 19e eeuw profiteert de gemeente van de algehele moderniseringsslag in Oostenrijk-Hongarije. Er wordt een spoorlijn aangelegd en er is sprake van een uitgebreid post en telegraafnetwerk. 
In 1921 wordt het Banaat en daarmee ook de gemeente onderdeel van Roemenië en worden de Hongaarse baronnen (die het landeigendom hadden) uitgewezen. De officiële plaatsnaam wordt gewijzigd van het Hongaarse Gyüreg naar het huidig Giroc.

## Demografie
Van de 4295 inwoners in 2002 zijn 4067 Roemenen, 111 Hongaren, 55 Duitsers, 31 Roma's en 31 van andere etnische groepen.
In 2011 waren er 8.388 inwoners waarvan ruim 90% Roemenen en 1,8% Hongaren (151 personen).
Onderstaande figuur toont het verloop van het inwoneraantal vanaf 1880.

## Politiek
De burgemeester van Giroc is Iosif Ionel Toma (PSD).

## Geschiedenis
In 1717 werd Giroc officieel erkend.
De historische Hongaarse en Duitse namen zijn respectievelijk Gyüreg en Girock of Kirok.
Balinț · Banloc · Bara · Bârna · Beba Veche · Becicherecu Mic · Belinț · Bethausen · Biled · Birda · Bogda · Boldur · Brestovăț · Cărpiniș · Cenad · Cenei · Checea · Chevereșu Mare · Comloșu Mare · Coșteiu · Criciova · Curtea · Darova · Denta · Dudeștii Noi · Dudeștii Vechi · Dumbrava · Dumbrăvița · Fibiș · Fârdea · Foeni · Gavojdia · Ghilad · Ghiroda · Ghizela · Giarmata · Giera · Giroc · Giulvăz · Gottlob · Iecea Mare · Jamu Mare · Jebel · Lenauheim · Liebling · Lovrin · Margina · Mașloc · Mănăștiur · Moravița · Moșnița Nouă · Nădrag · Nițchidorf · Ohaba Lungă · Orțișoara · Parța · Pădureni · Peciu Nou · Periam · Pietroasa · Pișchia · Racovița · Remetea Mare · Sacoșu Turcesc · Saravale · Satchinez · Săcălaz · Secaș · Sânandrei · Sânmihaiu Român · Sânpetru Mare · Șag · Şandra · Știuca · Teremia Mare · Tomești · Tomnatic · Topolovățu Mare · Tormac · Traian Vuia · Uivar · Valcani · Variaș · Victor Vlad Delamarina · Voiteg